# Virginia Grey
Virginia Grey (Los Angeles, 22 marzo 1917 – Woodland Hills, 31 luglio 2004) è stata un'attrice statunitense.

## Biografia
Figlia di Ray Grey, regista del cinema muto, Virginia Grey esordì sul grande schermo come attrice bambina all'età di dieci anni nel film Uncle Tom's Cabin (1927), nel ruolo della piccola Eva. Continuò a recitare in ruoli di bambina e ragazzina per qualche anno, per poi interrompere la carriera per completare gli studi.
Rientrata a tempo pieno nel mondo del cinema a partire dal 1934, la diciassettenne Grey iniziò ad apparire in ruoli non accreditati in diversi film quali Donne di lusso 1935 (1935), nella parte di una chorus girl, Il paradiso delle fanciulle (1936), nel ruolo di una ragazza di Ziegfeld, e Allegri gemelli (1936), un film comico interpretato dalla coppia Laurel & Hardy.

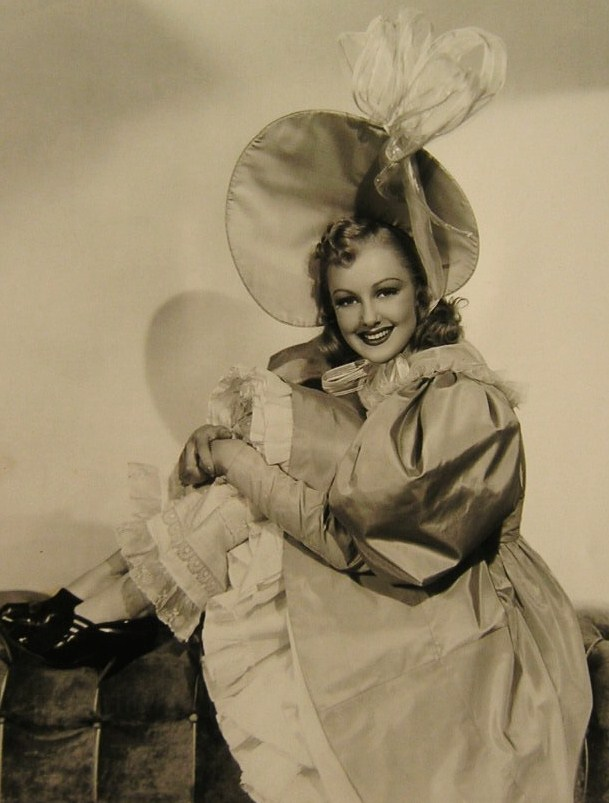
Broadway Serenade (1939)

Dopo aver firmato un contratto con la MGM, l'attrice trovò ruoli più consistenti in commedie come The Hardys Ride High (1939), nel giallo-rosa Si riparla dell'uomo ombra (1939), e in due celebri pellicole interpretate da Clark Gable, Arditi dell'aria (1938) e Spregiudicati (1939). Fu tra le numerose dive che parteciparono a Donne (1939), la pellicola interamente al femminile diretta da George Cukor, e fu protagonista ne Il bazar delle follie (1941), nel ruolo della fidanzata di Tony Martin, il nipote della proprietaria di un grande magazzino (Margaret Dumont) sullo sfondo del quale si muovono i Fratelli Marx.
Dopo aver lasciato la MGM nel 1942, la Grey proseguì la propria carriera come attrice indipendente per diverse case produttrici, interpretando in prevalenza ruoli di seconda protagonista femminile. Tra le pellicole cui partecipò, sono da ricordare Gli invincibili (1947), film d'avventura diretto da Cecil B. DeMille, i western La saga dei pionieri (1947) e Le furie del West (1951), il melodramma Secondo amore (1955) di Douglas Sirk, la commedia di origine teatrale La rosa tatuata (1955).
L'affermazione della televisione diede nuovo impulso alla carriera della Grey, che nella prima metà degli anni cinquanta iniziò ad apparire in serie antologiche come The Ford Television Theatre (1953), Fireside Theatre (1954-1955), e The Millionaire (1955-1958). Tra i film da lei interpretati durante il decennio figurano Delitto senza scampo (1957), il western La pallottola senza nome (1959) e il drammatico Ritratto in nero (1960).
Con l'avvicinarsi della maturità la Grey rimase impegnata sia sul grande schermo sia alla televisione. Partecipò a commedie come Dimmi la verità (1961) e Uno scapolo in paradiso (1961), al melodramma sentimentale Il sentiero degli amanti (1961), a Il bacio perverso (1964), un angoscioso studio psicologico sulla prostituzione diretto da Samuel Fuller. Recitò in un paio di occasioni accanto a Lana Turner in Strani amori (1965) e Madame X (1966). Per il piccolo schermo, apparve in numerose puntate della serie The Red Skelton Show e in singoli episodi di Bonanza (1962), Il virginiano (1966), e Ironside (1968).
L'ultima apparizione cinematografica della Grey fu nel film catastrofico Airport (1970), nel ruolo di Mrs. Schultz. Con le partecipazioni alle serie Marcus Welby (1970) e Love, American Style (1973), al film televisivo The Lives of Jenny Doolan (1975) e alla miniserie Arthur Halley's the Moneychangers (1976), l'attrice concluse la propria carriera artistica e si ritirò definitivamente dalle scene.

## Vita privata
Virginia Grey non si sposò mai. Durante gli anni quaranta si parlò di un legame sentimentale con l'attore Clark Gable, molto seguito dai tabloid specializzati, che però non approdò al matrimonio.

## Filmografia

### Cinema
- La capanna dello zio Tom (Uncle Tom's Cabin), regia di Harry A. Pollard (1927)
- The Michigan Kid, regia di Irvin Willat (1928)
- Heart to Heart, regia di William Beaudine (1928)
- Jazz Mad, regia di F. Harmon Weight (1928)
- Misbehaving Ladies, regia di William Beaudine (1931)
- Il re dei chiromanti (Palmy Days), regia di A. Edward Sutherland (1931)
- Segreti (Secrets), regia di Frank Borzage (1933)
- Abbasso le donne (Dames), regia di Ray Enright e Busby Berkeley (1934)
- The Firebird, regia di William Dieterle (1934)
- Donne di lusso 1935 (Gold Diggers of 1935), regia di Busby Berkeley (1935)
- Don't Bet on Blondes, regia di Robert Florey (1935)
- She Gets Her Man, regia di William Nigh (1935)
- Il paradiso delle fanciulle (The Great Ziegfeld), regia di Robert Z. Leonard (1936)
- Violets in Spring, regia di Kurt Neumann (1936) - cortometraggio
- Il tesoro del fiume (Old Hutch), regia di J. Walter Ruben (1936)
- Allegri gemelli (Our Relations), regia di Harry Lachman (1936)
- Rifugio segreto (Secret Valley), regia di Howard Bretherton (1937)
- Bad Guy, regia di Edward L. Cahn (1937)
- Pacific Paradise, regia di George Sidney - cortometraggio (1937)
- Rosalie, regia di W. S. Van Dyke (1937)
- The Canary Comes Across, regia di Will Jason - cortometraggio (1938)
- Arditi dell'aria (Test Pilot), regia di Victor Fleming (1938)
- Billy Rose's Casa Mañana Revue, regia di George Sidney - cortometraggio (1938)
- Snow Gets in Your Eyes, regia di Will Jason - cortometraggio (1938)
- Ladies in Distress, regia di Gus Meins (1938)
- The Shopworn Angel, regia di H.C. Potter (1938)
- Rich Man, Poor Girl, regia di Reinhold Schünzel (1938)
- Quando donna vuole (Youth Takes a Fling), regia di Archie Mayo (1938)
- Passione ardente (Dramatic School), regia di Robert B. Sinclair (1938)
- Spregiudicati (Idiot's Delight), regia di Clarence Brown (1939)
- Broadway Serenade, regia di Robert Z. Leonard (1939)
- The Hardys Ride High, regia di George B. Seitz (1939)
- Donne (The Women), regia di George Cukor (1939)
- La tigre del mare (Thunder Afloat), regia di George B. Seitz (1939)
- Si riparla dell'uomo ombra (Another Thin Man), regia di W.S. Van Dyke (1939)
- Three Cheers for the Irish, regia di Lloyd Bacon (1940)
- The Captain Is a Lady, regia di Robert B. Sinclair (1940)
- The Golden Fleecing, regia di Leslie Fenton (1940)
- Hullabaloo, regia di Edwin L. Marin (1940)
- Keeping Company, regia di S. Sylvan Simon (1940)
- Blonde Inspiration, regia di Busby Berkeley (1941)
- Washington Melodrama, regia di S. Sylvan Simon (1941)
- Il bazar delle follie (The Big Store), regia di Charles Reisner (1941)
- La prima notte in tre (Whistling in the Dark), regia di S. Sylvan Simon (1941)
- Mr. and Mrs. North, regia di Robert B. Sinclair (1942)
- Grand Central Murder, regia di S. Sylvan Simon (1942)
- Tarzan a New York (Tarzan's New York Adventure), regia di Richard Thorpe (1942)
- Bells of Capistrano, regia di William Morgan (1942)
- Tish, regia di S. Sylvan Simon (1942)
- Secrets of the Underground, regia di William Morgan (1942)
- Idaho, regia di Joseph Kane (1943)
- La taverna delle stelle (Stage Door Canteen), regia di Frank Borzage (1943)
- Sweet Rosie O'Grady, regia di Irving Cummings (1943)
- Estranei nella notte (Strangers in the Night), regia di Anthony Mann (1944)
- Grissly's Millions, regia di John English (1944)
- Fiamme a San Francisco (Flame of Barbary Coast), regia di Joseph Kane (1945)
- Blonde Ransom, regia di William Beaudine (1945)
- Men on Her Diary, regia di Charles Barton (1945)
- Smooth as Silk, regia di Charles Barton (1946)
- House of Horrors, regia di Jean Yarbrough (1946)
- Fiamme nella jungla (Swamp Fire), regia di William H. Pine (1946)
- La saga dei pionieri (Wyoming), regia di Joseph Kane (1947)
- Gli invincibili (Unconquered), regia di Cecil B. DeMille (1947)
- Glamour Girl, regia di Arthur Dreifuss (1948)
- Who Killed Doc Robbin, regia di Bernard Carr (1948)
- Così questa è New York (So This Is New York), regia di Richard Fleischer (1948)
- S.O.S. jungla! (Miraculous Journey), regia di Sam Newfield (1948)
- L'isola sconosciuta (Unknown Island), regia di Jack Bernhard (1948)
- Leather Gloves, regia di William Asher e Richard Quine (1948)
- Jim della jungla (Jungle Jim), regia di William Berke (1948)
- Corrida messicana (Mexican Hayride), regia di Charles Barton (1948)
- Braccati dai G-men (The Threat), regia di Felix E. Feist (1949)
- La banda dei tre stati (Highway 301), regia di Andrew L. Stone (1950)
- Hurricane at Pilgrim Hill, regia di Richard L. Bare – film tv (1950)
- Le furie del West (Three Desperate Men), regia di Sam Newfield (1951)
- L'amante del torero (Bullfighter and the Lady), regia di Budd Boetticher (1951)
- L'assalto delle frecce rosse (Slaughter Trail), regia di Irving Allen (1951)
- Desert Pursuit, regia di George Blair (1952)
- Mercato di donne (A Perilous Journey), regia di R.G. Springsteen (1953)
- The Fighting Lawman, regia di Thomas Carr (1953)
- Captain Scarface, regia di Paul Guilfoyle (1953)
- Un killer per lo sceriffo (The Forty-Niners), regia di Thomas Carr (1954)
- Obbiettivo Terra (Target Earth), regia di Sherman A. Rose (1954)
- Bandiera di combattimento (The Eternal Sea), regia di John H. Auer (1955)
- Alamo (The Last Command), regia di Frank Lloyd (1955)
- Secondo amore (All That Heaven Allows), regia di Douglas Sirk (1955)
- La rosa tatuata (The Rose Tattoo), regia di Daniel Mann (1955)
- I gangster non perdonano (Accused of Murder), regia di Joseph Kane (1956)
- Delitto senza scampo (Crime of Passion), regia di Gerd Oswald (1957)
- Un solo grande amore (Jeanne Eagles), regia di George Sidney (1957)
- Il frutto del peccato (The Restless Years), regia di Helmut Käutner (1958)
- La pallottola senza nome (No Name on the Bullet), regia di Jack Arnold (1959)
- Ritratto in nero (Portrait in Black), regia di Michael Gordon (1960)
- Dimmi la verità (Tammy Tell Me True), regia di Harry Keller (1961)
- Il sentiero degli amanti (Back Street), regia di David Miller (1961)
- Uno scapolo in paradiso (Bachelor in Paradise), regia di Jack Arnold (1961)
- Fior di loto (Flower Drum Song), regia di Henry Koster (1961)
- Sinfonia di morte (Black Zoo), regia di Robert Gordon (1963)
- Il bacio perverso (The Naked Kiss), regia di Samuel Fuller (1964)
- Strani amori (Love Has Many Faces), regia di Alexander Singer (1965)
- Madame X, regia di David Lowell Rich (1966)
- Rosie!, regia di David Lowell Rich (1967)
- Airport, regia di George Seaton (1970)
- The Lives of Jenny Doolan, regia di Jerry Jameson (1975) – film tv

### Televisione
- The Magnavox Theatre – serie TV, episodio 1x07 (1950)
- Four Star Revue – serie TV, episodio 2x14 (1951)
- The Unexpected – serie TV, episodio 1x12 (1952)
- The Ford Television Theatre – serie TV, episodi 1x14-1x32-2x01 (1953)
- Waterfront – serie TV, episodio 1x11 (1954)
- Four Star Playhouse – serie TV, episodi 1x02-2x17 (1952-1954)
- The Lone Wolf – serie TV, episodio 1x37 (1954)
- Fireside Theatre – serie TV, episodi 7x13-7x21-7x39 (1954-1955)
- Scienza e fantasia (Science Fiction Theatre) – serie TV, episodio 1x27 (1955)
- Chevron Hall of Stars – serie TV (1956)
- The 20th Century-Fox Hour – serie TV, episodio 1x10 (1956)
- Climax! – serie TV, episodio 2x26 (1956)
- Ethel Barrymore Theater – serie TV, episodio 1x06 (1956)
- Schlitz Playhouse of Stars – serie TV, episodio 6x42 (1957)
- The Millionaire – serie TV, episodi 2x04-4x16 (1955-1958)
- Jane Wyman Presents the Fireside Theatre – serie TV, episodi 2x14-2x27-3x13 (1956-1958)
- Goodyear Theatre – serie TV, episodio 1x13 (1958)
- Playhouse 90 – serie TV, episodio 2x40 (1958)
- Trackdown – serie TV, episodio 2x06 (1958)
- U.S. Marshal – serie TV, episodio 1x20 (1959)
- Yancy Derringer – serie TV, episodio 1x31 (1959)
- David Niven Show (The David Niven Show) – serie TV, episodio 1x13 (1959)
- Westinghouse Desilu Playhouse – serie TV, episodio 2x02 (1959)
- General Electric Theater – serie TV, episodi 1x05-8x17 (1953-1960)
- June Allyson Show (The DuPont Show with June Allyson) – serie TV, episodio 1x27 (1960)
- Carovana (Stagecoach West) – serie TV, episodio 1x09 (1960)
- Carovane verso il West (Wagon Train) – serie TV, episodio 1x19-1x30-1x31-2x31-4x22 (1958-1961)
- Peter Gunn – serie TV, episodio 3x34 (1961)
- Bonanza – serie TV, episodio 4x03 (1962)
- The Christophers – serie TV (1957-1963)
- La legge di Burke (Burke's Law) – serie TV, episodio 1x17 (1964)
- Il virginiano (The Virginian) – serie TV, episodio 4x16 (1966)
- The Red Skelton Show – serie TV, 13 episodi (1955-1966)
- Io e i miei tre figli (My Three Sons) – serie TV, episodio 7x02 (1966)
- Le spie (I Spy) – serie TV, episodio 2x25 (1967)
- Ironside – serie TV, episodio 1x20 (1968)
- Marcus Welby (Marcus Welby, M.D.) – serie TV, episodio 1x26 (1970)
- Love, American Style – serie TV, episodio 4x18 (1973)
- Arthur Hailey's the Moneychangers – miniserie TV (1976)

## Doppiatrici italiane
- Rosetta Calavetta in Il paradiso delle fanciulle, Fiamme a San Francisco, L'amante del torero, La saga dei pionieri, La banda dei tre stati, Secondo amore
- Dhia Cristiani in Bandiera di combattimento, Alamo, La rosa tatuata, Un solo grande amore, Strani amori
- Franca Dominici in Ritratto in nero, Dimmi la verità, Il sentiero degli amanti, Madame X, Rosie
- Wanda Tettoni in Il frutto del peccato, Airport
- Clelia Bernacchi in Gli invincibili
- Adriana De Roberto in Passione ardente
- Tina Lattanzi in La pallottola senza nome
- Micaela Giustiniani in Uno scapolo in paradiso